# Zarter Streifenfarn
Der Zarte Streifenfarn (Asplenium lepidum) ist eine Pflanzenart aus der Gattung der Streifenfarne (Asplenium) innerhalb der Familie der Streifenfarngewächse (Aspleniaceae).

## Beschreibung

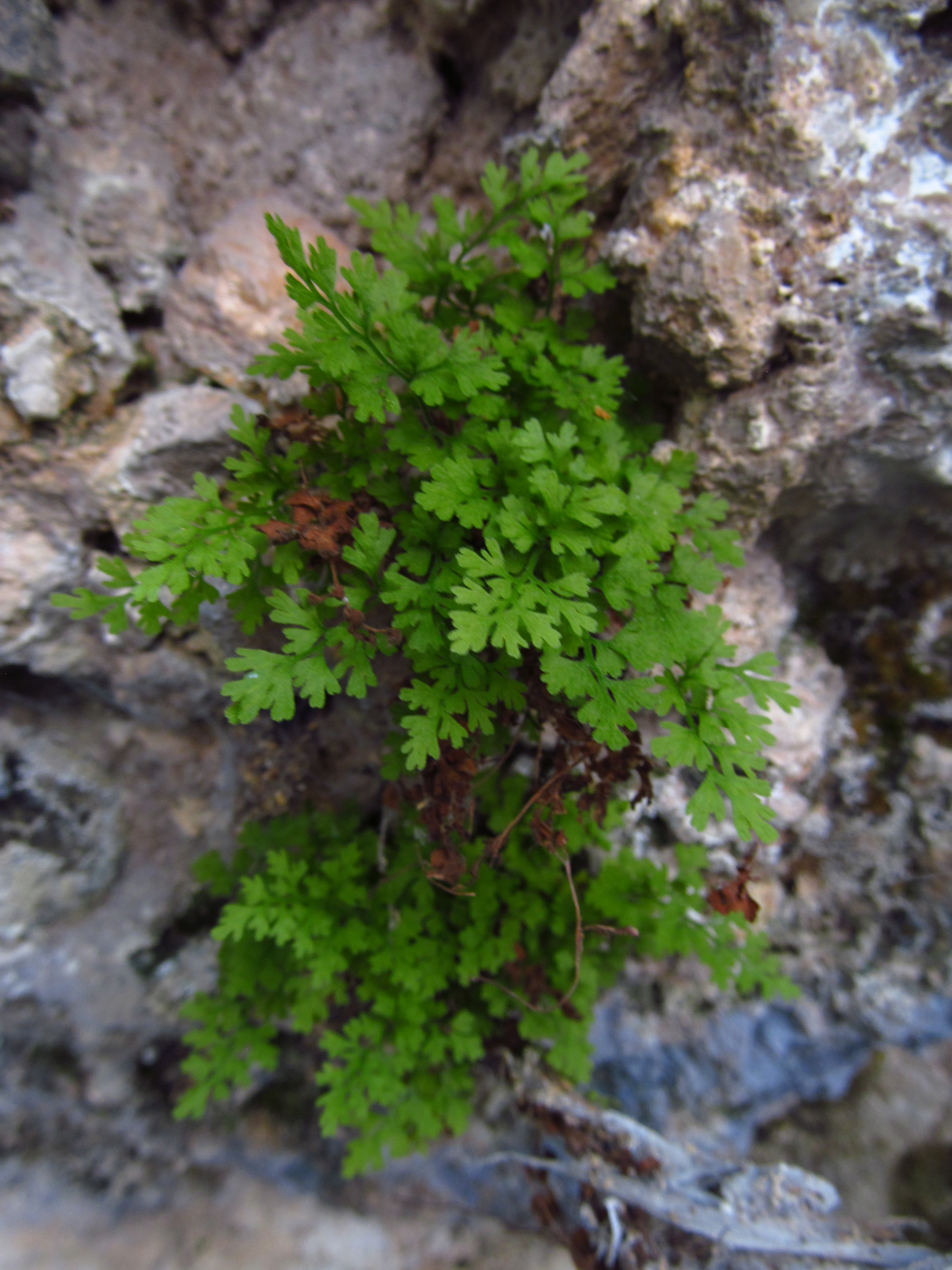
Habitus

Der Zarte Streifenfarn ist eine ausdauernde krautige Pflanze und erreicht Wuchshöhen von 4 bis 10 Zentimetern. Die Wedel sind in Stiel sowie Spreite gegliedert, sind 4 bis 8, selten bis zu 13 Zentimeter lang und ähneln denen der Mauerraute. Der grüne, am Grund braune Blattstiel ist gleich lang wie oder länger als die Blattspreite und nur 0,5 Millimeter dick. Die Spreite ist doppelt bis dreifach gefiedert. Die letzten Abschnitte sind über 2 Millimeter breit, am Grunde keilförmig und am oberen Ende gerundet und gekerbt. Die Blattspreite ist zart, sommergrün und meist überall mit Drüsenhaaren besetzt. Die Sporangien decken zur Reife die Unterseite der Fiedern nicht bis zur Spitze.
Die Sporen werden im Juli bis September reif.
Bei dieser Art liegt Tetraploidie mit einer Chromosomenzahl von 2n = 144 vor. Sie ist entstanden nach Chromosomenverdopplung aus Asplenium aegaeum und dem diploiden Asplenium ruta-muraria subsp. dolomiticum.

## Vorkommen
Es gibt Fundortangaben für Spanien, Frankreich, Italien, Österreich, Slowenien, Ungarn, die Slowakei, Kroatien, Bosnien und Herzegowina, Serbien, den Kosovo, Albanien, Nordmazedonien, Montenegro, Griechenland, Bulgarien, Rumänien, die Krim, die Türkei, Georgien und das Gebiet von Syrien und Libanon.
Der Zarte Streifenfarn kommt in Mitteleuropa nur in den österreichischen Alpen vor; er ist hier selten in Niederösterreich und der Steiermark und ist „potentiell“ gefährdet.
Er wächst in den Spalten senkrechter bis überhängender Kalkfelswände der montanen Höhenstufe.

## Systematik
Die Erstbeschreibung von Asplenium lepidum 1836 erfolgte durch Karel Bořivoj Presl in Verhandlungen der Gesellschaft des Vaterländischen Museums in Böhmen, Band 14, Seite 63, Tafel 3, fig. 1.
Je nach Autor gibt es von Asplenium lepidum etwa zwei Unterarten:
- Asplenium lepidum C.Presl subsp. lepidum: Sie kommt in Frankreich, Italien, Sizilien, Österreich, Ungarn, Slowenien, in der Slowakei, auf der Balkanhalbinsel, in Bulgarien, Rumänien, Kreta, in der Türkei und im Libanon vor.[5]
- Asplenium lepidum subsp. haussknechtii (Godet & Reut.) Brownsey (Syn.: Asplenium haussknechtii Godet & Reut., Asplenium hermanni-christi Fomin): Sie kommt in der Türkei, auf Kreta, im Libanon, Irak, Iran, Georgien, Afghanistan und Kasachstan vor.[3][5]